# وزارة الداخلية (تونس)
وزارة الداخلية التونسية هي الوزارة المسؤولة عن الشأن الداخلي في تونس. وزير الداخلية الحالي هو خالد النوري.
بعد الثورة التونسية، صرحت وزارة الداخلية التونسية في 7 مارس 2011 في بيان صدر عنها أنها بدأت العمل بالقطع نهائيا مع كل ما من شأنه أن يندرج بأي شكل من الأشكال تحت مفهوم الشرطة السرية (أو ما يعرف محليا بالبوليس السياسي) من حيث الهيكلة والمهمات والممارسات، إلغاء إدارة أمن الدولة، والتأكيد على التزام الوزارة بتنفيذ القانون واحترام الحريات والحقوق المدنية.

## هيكلة الوزارة
تتكون وزارة الداخلية التونسية من:
- الديوان.
- قاعة العمليات المركزية.
- التفقدية العامة.
- الكتابة العامة.
- هياكل قوات الأمن الداخلي.
- الهياكل الإدارية المختصة.
- الهياكل الإدارية المشتركة.

## المهام والمشمولات
مهام ومشمولات وزارة الداخلية التونسية هي:
- تنفيذ سياسات الحكومة وخاصة السياسية والاجتماعية والاقتصادية.
- إبلاغ الحكومة بالوضع العام في البلاد، واقتراح الإجراءات الملازمة لهذه الأوضاع.
- احترام القانون والسهر على تطبيقه وحفظ النظام العام في البلاد.
- مسؤولة عن الوقاية المدنية.
- ممارسة السلطة على الإدارات الجهوية بتنسيق أعمالها ومراقبتها، بينما يترأس وزير الداخلية الندوة الدورية للولاة.
- ممارسة الرقابة والإشراف على المؤسسات والجماعات العمومية التابعة لها.
- تنسيق الإجراءات لفائدة الوقاية المدنية.
- مباشرة سلطة الشرطة الإدارية.

## المؤسسات تحت الإشراف
تشرف وزارة الداخلية على كل من:
- صندوق القروض ومساعدة الجماعات المحلية.
- الديوان الوطني للحماية المدنية.
- ديوان مساكن الإطارات النشيطة لوزارة الداخلية.
- المرصد الوطني للمعلومات والتكوين والتوثيق والدراسات حول سلامة المرور.
- مركز التكوين ودعم اللامركزية.

## قائمة الوزراء
| الوزير | الوزير | الوزير                   | الحزب | الحزب                                               | الحكومة                                                     | تواريخ العهدة  | تواريخ العهدة  |
| ------ | ------ | ------------------------ | ----- | --------------------------------------------------- | ----------------------------------------------------------- | -------------- | -------------- |
| 1      |        | المنجي سليم              |       | الحزب الحر الدستوري الجديد                          | حكومة الطاهر بن عمار                                        | 21 سبتمبر 1955 | 15 أبريل 1956  |
| 2      |        | الطيب المهيري            |       | الحزب الحر الدستوري الجديد الحزب الاشتراكي الدستوري | حكومة الحبيب بورقيبة الأولى حكومة الحبيب بورقيبة الثانية    | 15 أبريل 1956  | 29 يونيو 1965  |
| 3      |        | الباجي قائد السبسي       |       | الحزب الاشتراكي الدستوري                            | حكومة الحبيب بورقيبة الثانية                                | 29 يونيو 1965  | 8 سبتمبر 1969  |
| 4      |        | الهادي خفشة              |       | الحزب الاشتراكي الدستوري                            | حكومة الحبيب بورقيبة الثانية حكومة الباهي الأدغم            | 8 سبتمبر 1969  | 12 يونيو 1970  |
| 5      |        | أحمد المستيري            |       | الحزب الاشتراكي الدستوري                            | حكومة الباهي الأدغم حكومة الهادي نويرة                      | 12 يونيو 1970  | 4 سبتمبر 1971  |
| 6      |        | الهادي نويرة             |       | الحزب الاشتراكي الدستوري                            | حكومة الهادي نويرة                                          | 4 سبتمبر 1971  | 29 أكتوبر 1971 |
| 7      |        | الهادي خفشة              |       | الحزب الاشتراكي الدستوري                            | حكومة الهادي نويرة                                          | 29 أكتوبر 1971 | 17 مارس 1973   |
| 8      |        | الطاهر بلخوجة            |       | الحزب الاشتراكي الدستوري                            | حكومة الهادي نويرة                                          | 17 مارس 1973   | 23 ديسمبر 1977 |
| 9      |        | عبد الله فرحات (مؤقت)    |       | الحزب الاشتراكي الدستوري                            | حكومة الهادي نويرة                                          | 23 ديسمبر 1977 | 26 ديسمبر 1977 |
| 10     |        | الضاوي حنابلية           |       | الحزب الاشتراكي الدستوري                            | حكومة الهادي نويرة                                          | 26 ديسمبر 1977 | 8 نوفمبر 1979  |
| 11     |        | عثمان كشريد              |       | الحزب الاشتراكي الدستوري                            | حكومة الهادي نويرة                                          | 8 نوفمبر 1979  | 1 مارس 1980    |
| 12     |        | إدريس قيقة               |       | الحزب الاشتراكي الدستوري                            | حكومة الهادي نويرة حكومة محمد المزالي                       | 1 مارس 1980    | 7 يناير 1984   |
| 13     |        | محمد مزالي               |       | الحزب الاشتراكي الدستوري                            | حكومة الهادي نويرة                                          | 7 يناير 1984   | 28 أبريل 1986  |
| 14     |        | زين العابدين بن علي      |       | الحزب الاشتراكي الدستوري                            | حكومة محمد المزالي حكومة رشيد صفر حكومة زين العابدين بن علي | 28 أبريل 1986  | 7 نوفمبر 1987  |
| 15     |        | الحبيب عمار              |       | الحزب الاشتراكي الدستوري التجمع الدستوري الديمقراطي | حكومة الهادي البكوش                                         | 7 نوفمبر 1987  | نوفمبر 1988    |
| 16     |        | الشاذلي النفاتي          |       | التجمع الدستوري الديمقراطي                          | حكومة الهادي البكوش حكومة حامد القروي                       | نوفمبر 1988    | 3 مارس 1990    |
| 17     |        | عبد الحميد الشيخ         |       | التجمع الدستوري الديمقراطي                          | حكومة حامد القروي                                           | 3 مارس 1990    | 17 فبراير 1991 |
| 18     |        | عبد الله القلال          |       | التجمع الدستوري الديمقراطي                          | حكومة حامد القروي                                           | 17 فبراير 1991 | 24 فبراير 1995 |
| 19     |        | محمد جغام                |       | التجمع الدستوري الديمقراطي                          | حكومة حامد القروي                                           | 24 فبراير 1995 | 22 يناير 1997  |
| 20     |        | محمد بن رجب              |       | التجمع الدستوري الديمقراطي                          | حكومة حامد القروي                                           | 22 يناير 1997  | 9 أكتوبر 1997  |
| 21     |        | علي الشاوش               |       | التجمع الدستوري الديمقراطي                          | حكومة حامد القروي                                           | 9 أكتوبر 1997  | 17 نوفمبر 1999 |
| 22     |        | عبد الله القلال          |       | التجمع الدستوري الديمقراطي                          | حكومة محمد الغنوشي الأولى                                   | 17 نوفمبر 1999 | 24 يناير 2001  |
| 23     |        | عبد الله الكعبي          |       | التجمع الدستوري الديمقراطي                          | حكومة محمد الغنوشي الأولى                                   | 24 يناير 2001  | 27 أبريل 2002  |
| 24     |        | الهادي مهني              |       | التجمع الدستوري الديمقراطي                          | حكومة محمد الغنوشي الأولى                                   | 27 أبريل 2002  | 11 نوفمبر 2004 |
| 25     |        | رفيق بالحاج قاسم         |       | التجمع الدستوري الديمقراطي                          | حكومة محمد الغنوشي الأولى                                   | 11 نوفمبر 2004 | 12 يناير 2011  |
| 26     |        | أحمد فريعة               |       | التجمع الدستوري الديمقراطي مستقل                    | حكومة محمد الغنوشي الأولى حكومة محمد الغنوشي الثانية        | 12 يناير 2011  | 27 يناير 2011  |
| 27     |        | فرحات الراجحي            |       | مستقل                                               | حكومة محمد الغنوشي الثانية حكومة الباجي قائد السبسي         | 27 يناير 2011  | 28 مارس 2011   |
| 28     |        | الحبيب الصيد             |       | مستقل                                               | حكومة الباجي قائد السبسي                                    | 28 مارس 2011   | 24 ديسمبر 2011 |
| 29     |        | علي العريّض               |       | حركة النهضة                                         | حكومة حمادي الجبالي                                         | 24 ديسمبر 2011 | 13 مارس 2013   |
| 30     |        | لطفي بن جدو              |       | مستقل                                               | حكومة علي العريض                                            | 13 مارس 2013   | 6 فبراير 2015  |
| 31     |        | محمد الناجم الغرسلي      |       | مستقل                                               | حكومة الحبيب الصيد                                          | 6 فبراير 2015  | 6 يناير 2016   |
| 32     |        | الهادي المجدوب           |       | مستقل                                               | حكومة الحبيب الصيد حكومة يوسف الشاهد                        | 6 يناير 2016   | 6 سبتمبر 2017  |
| 33     |        | لطفي براهم               |       | مستقل                                               | حكومة يوسف الشاهد                                           | 6 سبتمبر 2017  | 6 يونيو 2018   |
| 34     |        | غازي الجريبي (بالنيابة)  |       | مستقل                                               | حكومة يوسف الشاهد                                           | 6 يونيو 2018   | 30 يوليو 2018  |
| 35     |        | هشام الفراتي             |       | مستقل                                               | حكومة يوسف الشاهد                                           | 30 يوليو 2018  | 27 فبراير 2020 |
| 36     |        | هشام المشيشي             |       | مستقل                                               | حكومة إلياس الفخفاخ                                         | 27 فبراير 2020 | 24 أغسطس 2020  |
| 37     |        | توفيق شرف الدين          |       | مستقل                                               | حكومة هشام المشيشي                                          | 24 أغسطس 2020  | 5 يناير 2021   |
| 38     |        | هشام المشيشي (بالنيابة)  |       | مستقل                                               | حكومة هشام المشيشي                                          | 5 يناير 2021   | 25 يوليو 2021  |
| 39     |        | خالد اليحياوي (بالنيابة) |       | مستقل                                               | -                                                           | 26 يوليو 2021  | 29 يوليو 2021  |
| 40     |        | رضا غرسلاوي (بالنيابة)   |       | مستقل                                               | -                                                           | 29 يوليو 2021  | 11 أكتوبر 2021 |
| 41     |        | توفيق شرف الدين          |       | مستقل                                               | حكومة نجلاء بودن                                            | 11 أكتوبر 2021 | 17 مارس 2023   |
| 42     |        | كمال الفقي               |       | مستقل                                               | حكومة نجلاء بودن                                            | 17 مارس 2023   | 25 ماي 2024    |
| 43     |        | خالد النوري              |       | مستقل                                               | حكومة كمال المدوري                                          | 25 ماي 2024    | الآن           |

## الناطقون الرسميون باسم الوزارة
الناطق الرسمي باسم الوزارة مكلف بالإعلام عن نشاطات الوزارة وأعمالها وعملياتها وغيره من توضيحات.

قائمة الناطقين الرسميين باسم الوزارة هي:
- 17 يناير 2011 - 2 يوليو 2011: ناجي زعيرة (استقال، وعاد إلى مجال الصحافة).
- 2 يوليو 2011 - 23 فبراير 2012: هشام المدب (عقيد،  عُيَّن رئيسا لإدارة العلاقات مع المواطن).
- 23 فبراير 2012 - 2 أبريل 2013: خالد طروش ( عُيَّن رئيسا لمكتب التنظيم وطرق العمل بالديوان).
- 2 أبريل 2013 - 6 يوليو 2015: محمد علي العروي ( عُيَّن ملحقا أمنيا بإسطنبول).
- يوليو 2015 - 24 يناير 2016: وليد اللوقيني (قاض،  عُيَّن واليا على قبلّي).
- 27 يناير 2016 - 6 نوفمبر 2017: ياسر مصباح (صحفي).
- 6 نوفمبر 2017 - 6 يونيو 2018: خليفة الشيباني (عميد بالحرس الوطني).
- 6 يونيو 2018 - 15 يوليو 2019: سفيان الزعق (عميد بالأمن الوطني).
- 15 يوليو 2019 - 2022 الآن: خالد الحيوني[4]
- فاكر بوزغاية 2022

## روابط خارجية
- (بالعربية) الموقع الرسمي.